# Boeing MQ-28 Ghost Bat

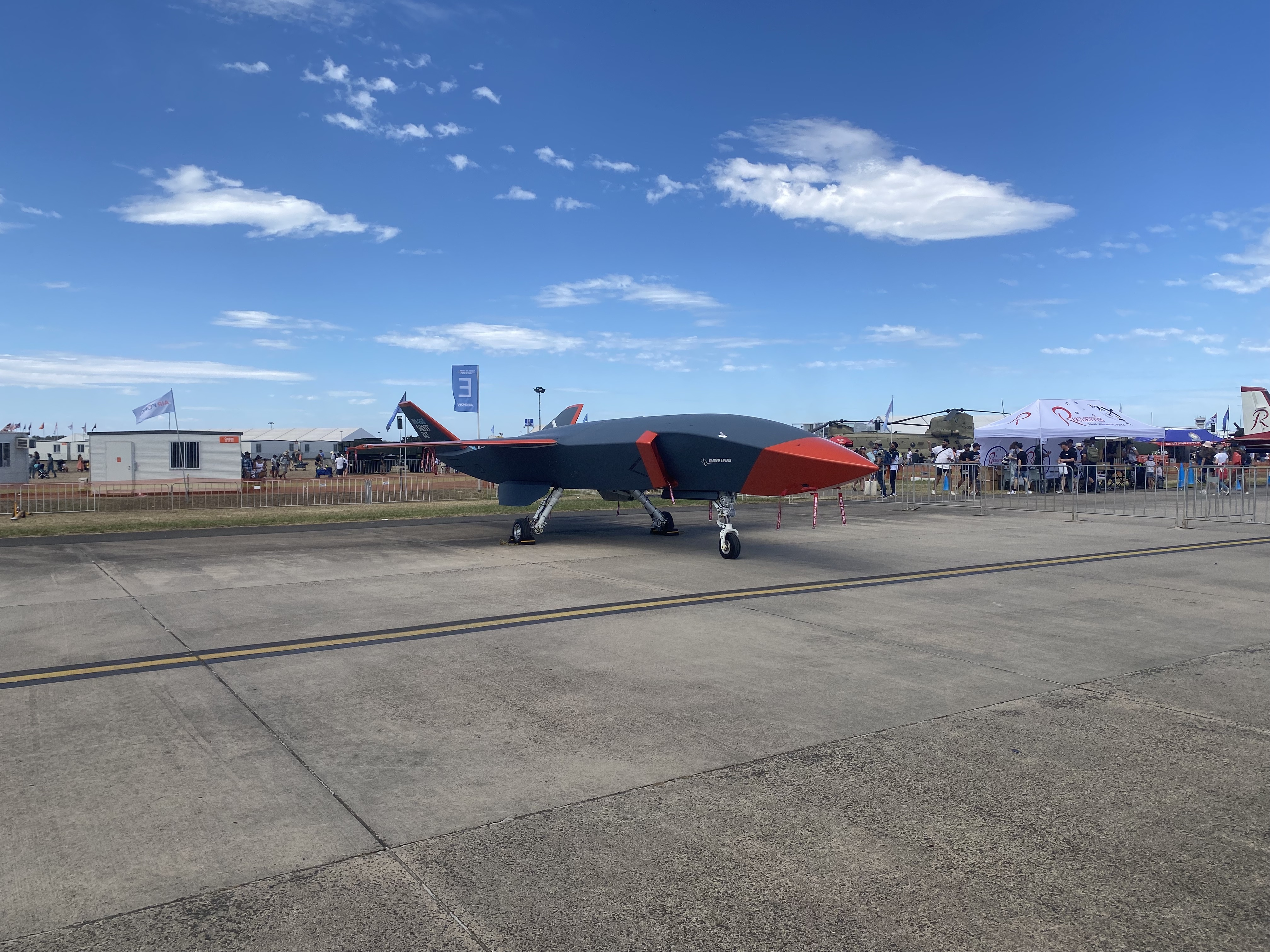
Un Boeing MQ-28 Ghost Bat en 2013.

El Boeing MQ-28 Ghost Bat, anteriormente conocido como Boeing Airpower Teaming System (ATS), es un vehículo aéreo no tripulado, polivalente y furtivo de clase Loyal Wingman desarrollado por Boeing Australia para la Real Fuerza Aérea Australiana (RAAF). Está diseñado como un avión multiplicador de fuerza capaz de volar junto a aviones tripulados para apoyo y realizar misiones autónomas de forma independiente utilizando inteligencia artificial.